# پیتر ایبریایی
پیتر ایبریایی (به گرجی: პეტრე იბერი) (۴۱۱ تا ۴۹۱ میلادی) شاهزاده، روحانی و فیلسوف گرجی بود.

## زندگی
پیتر با نام اصلی موروان یک شاهزاده گرجی، فرزند بوسماریوس پادشاه ایبریا و از خاندان سلطنتی خسرویانی‌ها بود. او سال‌های اولیه عمرش را به عنوان شاگرد یک فیلسوف گذراند که بوسماریوس او را از لازیکا برای تعلیم و تربیت موروان دعوت کرده بود. در سال ۴۲۳ میلادی موروان به قسطنطنیه رفت و در آنجا تحت حمایت شخصی همسر تئودوسیوس دوم امپراتور روم تحصیلات عالیه خود را گذراند.
تا اینکه شاهزادهٔ جوان همراه با استادش برای زیارت به فلسطین رفتند، جایی که او با نام پیتر یکی از کشیشان بیت‌المقدس شد. در سال ۴۳۰ میلادی، او کلیسای شخصی خود را در بیت‌لحم بنیان‌گذاری کرد (که بعدها با نام کلیسای گرجی بیت‌لحم شناخته شد). در سال ۴۵۵ میلادی، او در زمرهٔ روحانیان قدیس شمرده می‌شد. او به همراه استادش به چندین کشور از خاور نزدیک سفر کرد و سرانجام ساکن غزه شد.
در سال ۴۵۲، او به مدت شش ماه اسقف اعظم غزه بود. او سپس به مصر رفت و پس از حدود یک دهه به فلسطین بازگشت. او شاگردان و پیروان بسیاری داشت. بر اساس منابع موجود از قرون وسطی، او نویسندهٔ آثار مذهبی معروف زیادی بوده‌است.
او در سال ۴۹۱ و در یبنه از دنیا رفت، جسد او را در کلیسای خودش در غزه دفن کردند.